# Ninnekah (Oklahoma)
Ninnekah es un pueblo ubicado en el condado de Grady en el estado estadounidense de Oklahoma. En el año 2010 tenía una población de 132 habitantes y una densidad poblacional de 5,02 personas por km².

## Geografía
Ninnekah se encuentra ubicado en las coordenadas 34°57′25″N 97°56′6″O / 34.95694, -97.93500 (34.956883, -97.935011).

## Demografía
Según la Oficina del Censo en 2000 los ingresos medios por hogar en la localidad eran de $31,181 y los ingresos medios por familia eran $37,656. Los hombres tenían unos ingresos medios de $29,659 frente a los $21,328 para las mujeres. La renta per cápita para la localidad era de $16,434. Alrededor del 19.5% de la población estaban por debajo del umbral de pobreza.